# Canon EOS 300
| Übersicht         | Übersicht       |
| ----------------- | --------------- |
| Typ               | 35mm SLR Kamera |
| Objektivanschluss | Canon EF        |

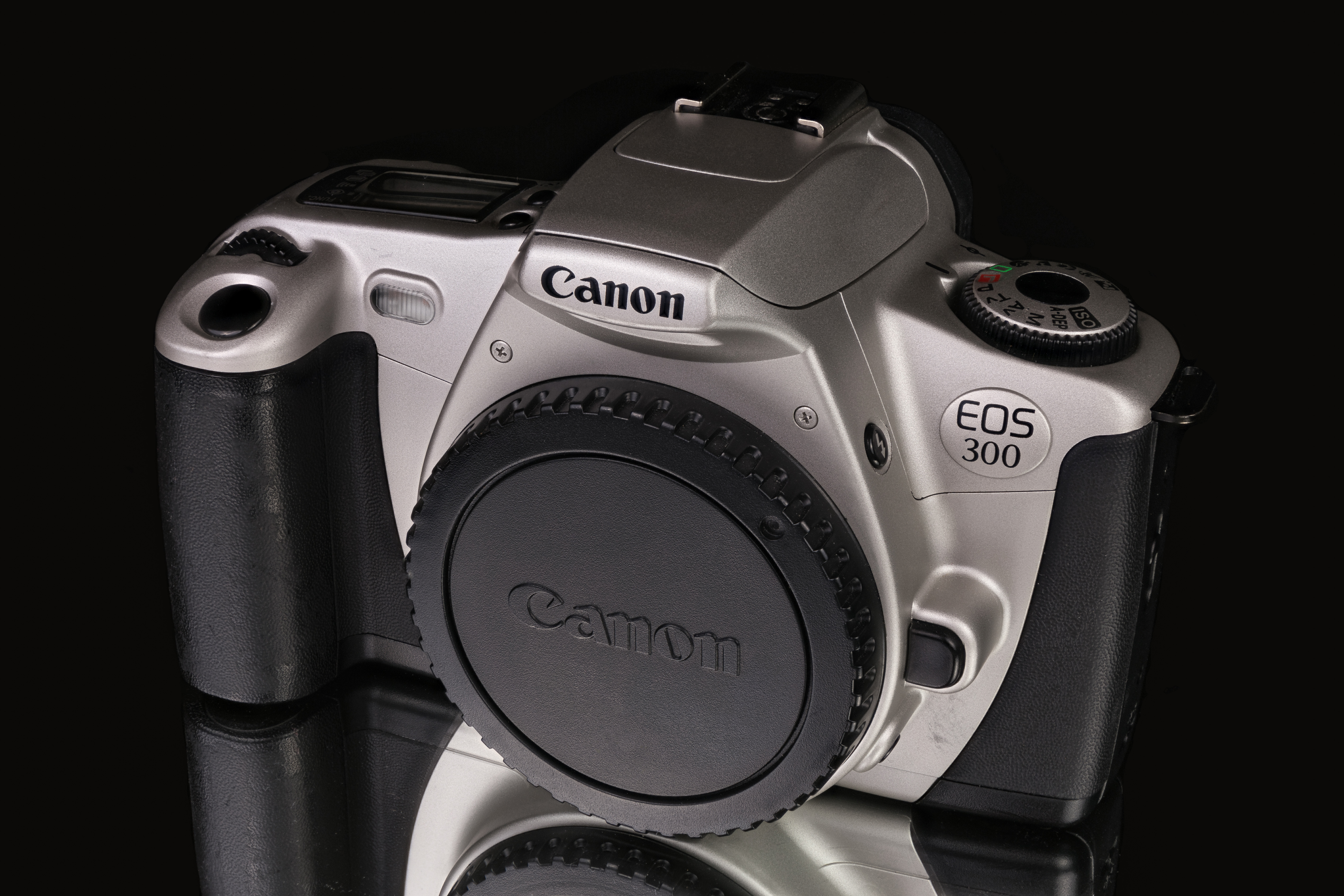

Die Canon EOS 300 (EOS Kiss III in Japan, EOS Rebel 2000 in Nordamerika) ist eine 35 mm Spiegelreflexkamera auf Verbraucherebene, die von Canon in Japan von April 1999 bis September 2002 als Teil ihres EOS-Systems hergestellt wurde. Die unter der Leitung von Yasuhiro Morishita entwickelte Kamera war als Ersatz für die Canon EOS 500N gedacht. Die Kamera war ein Erfolg für Canon, verkaufte sich überaus gut und dominierte das Marktsegment, bis sie durch die EOS 300V (Rebel Ti, Kiss 5) ersetzt wurde. Die Canon EOS 300 erhielt den European Imaging and Sound Association Award 1999–2000. Wie andere preisgünstige Spiegelreflexkameras der damaligen Zeit verwendete die EOS 300 einen Pentaspiegel-Sucher anstelle eines Pentaprismas und hatte ein Polycarbonatgehäuse.
Die Autofokus-Funktion dieser Kamera war identisch mit Canons viel teurerer EOS 30 mit sechs Einzeilen-CMOS-Sensoren, die einen zentralen Kreuzsensor umgeben.
Die EOS 300 sollte nicht mit der späteren Canon EOS 300D (EOS Digital Rebel in den USA und EOS Kiss Digital in Japan) verwechselt werden, einer beliebten digitalen SLR der Einstiegsklasse von 2003.